# Белагропромбанк
Белагропромбанк (бел. Белаграпрамбанк) — белорусский акционерный коммерческий банк, контролируемый государством. По данным на 2018 год, второй в системе по размеру активов. Под санкциями ЕС с лета 2021 года. Является головной организацией банковского холдинга, в который входят ОАО «Туровщина», ОАО «Агролизинг», ЧУП «Озерицкий – Агро», частное предприятие «Агробизнесконсалт», ОАО «Туровcкий молочный комбинат», ООО «Туров Фрост Ворк».

## История
Основан 3 сентября 1991 года.

## Финансовые показатели
|                          | 2010      | 2011      | 2012       | 2013       | 2014      | 2015     | 2016     | 2017     | 2018    | 2019     | 2020     | 2021     | 2022    | 2023     | 2024     |
| ------------------------ | --------- | --------- | ---------- | ---------- | --------- | -------- | -------- | -------- | ------- | -------- | -------- | -------- | ------- | -------- | -------- |
| Штатная численность, чел | 7 765,15  | 8 117,40  | 8 267,65   | 8 415,15   | 8 364,15  | 8 136,75 | 8 094,75 | 7 307,25 | 7 338,5 | 6 711,75 | 6 077,75 | 5 606,75 | 5 563   | 5 458,25 | 5 474,75 |
| Прибыль, тыс.руб.        | 25 338,25 | 30 284,75 | 106 080,72 | 104 059,52 | 116 882,9 | 42 210,3 | 206 483  | 21 812   | 50 374  | 56 251   | 65 432   | 67 632   | 126 903 | 96 570   |          |

## Руководство
Лысюк Анатолий Анатольевич - председатель правления;
Василевский Павел Евгеньевич - первый заместитель председателя правления;
Калаева Надежда Михайловна - заместитель председателя правления;
Линчук Владимир Владимирович - заместитель председателя правления;
Митрофанова Татьяна Вячеславовна - заместитель председателя правления;
Чугай Сергей Петрович - заместитель председателя правления;
Ясинская Юлия Михайловна - заместитель председателя правления;
Гейно Инна Петровна - главный бухгалтер.

## Рейтинги банка
Последний раз агентство FItch ratings публиковало данные по банковской системе Беларуси в 4-м квартале 2021 года.
Агентством Fitch Ratings этому банку были присвоены следующие рейтинги:
- Долгосрочный – «В-»
- Краткосрочный – «В»
- Прогноз для долгосрочного рейтинга – «Стабильный»
- Индивидуальный – «D/E»
- Рейтинг поддержки – «5»

## Международные санкции
24 июня 2021 года банк был внесён в «Чёрный список ЕС». Санкции Европейского союза предусматривают ограничения на взятие ссуд на рынках ЕС и доступность кредитов со сроком погашения в более чем 90 дней от европейских контрагентов. В августе того же года к этим санкциям присоединилась Швейцария.
В марте 2022 года банк попал под санкции Японии, а ЕС отключил его от SWIFT «в ответ на то, что Беларусь значительно способствовала и поддерживала вторжение России на Украину, а также поддерживала вооруженные силы России».
Швейцария и Украина вскоре присоединилась и к этому пакету европейских санкций.
11 апреля 2023 года для дальнейшего давления на путинских пособников в Беларуси премьер-министр Канады объявил о дополнительных санкциях в отношении девяти организаций, связанных с белорусским финансовым сектором, в число которых вошел и Белагропромбанк.

## Награды
Премия "Банк года Беларуси":
- номинация "Лидер кредитования среди крупных" (1 место - 2015);
- номинация "Кредитный продукт" (2 место - 2015);
- номинация "Депозитный продукт" (1 место -2015);
- номинация "Карта рассрочки" (1 место - 2015);
- номинация "Банк для бизнеса" (3 место - 2015);
- номинация "Банковский сервис" (3 место - 2015);
- номинация "Выбор интернет-пользователей" (1 место - 2017; 3 место - 2016);
- номинация "Лучший региональный банк" (1 место - 2016, 2017);
- номинация "Сделка года" (3 место - 2018);
- номинация "Корпоративно-социальная ответственность" (1 место - 2022, 3 место - 2018, 2020);
- номинация "Специальная премия Белкарт" (2 место - 2019);
- номинация "Лучший DIGITAL-маркетинг: эксперт-AMDG" (2 место - 2019, 2020);
- номинация "Лидер кредитования" (1 место - 2020, 2022);
- номинация "Вклад в науку и образование" (1 место - 2022, 2 место - 2020);
- номинация "Инновационный банк: продукты" (3 место - 2022);

Платежная система БЕЛКАРТ:
- номинация "Стремительный рост эмиссии карточек БЕЛКАРТ" (2021)[21];